# Operationsbasis
Die Operationsbasis ist die Gesamtheit aller Stützpunkte und Flottenstützpunkte von Streitkräften in dem Gelände, aus dem eine Operation ihren Anfang nimmt. Dazu können neben militärischen Anlagen (Festungen, Depots) auch Verkehrsanlagen (Bahnlinien, Häfen, Flughäfen) zählen. Politische oder militärische Gründe können eine Verlegung der Operationsbasis erforderlich machen.
Die Streitkräfte stützen sich während ihrer Operationen auf diese Operationsbasis. Entfernen sie sich von ihr, wird die Verbindungsstrecke als Operationslinie bezeichnet. Bei einer Verlegung der Operationsbasis ist die Aufrechterhaltung und Anpassung der Operationslinie von entscheidender Bedeutung.

## Historisches Beispiel
Die Operationsbasis für die Invasion in der Normandie war zunächst die Ostküste der Vereinigten Staaten. Nachdem das benötigte Material in Großbritannien bereitgestellt war, wurde auch die Operationsbasis dorthin verlegt. Nach erfolgreicher Invasion und Abdrängen der deutschen Truppen nach Osten wurde die Operationsbasis auf die beiden künstlichen Häfen vor den Landungsstränden vorgeschoben. Die Alliierten waren auf diese extrem schmale Operationsbasis angewiesen, da auf Befehl Hitlers alle französischen Atlantikhäfen zu Festungen erklärt und von den deutschen Besatzungen hartnäckig verteidigt wurden. Erst nachdem dieser Widerstand gebrochen war, konnte die alliierte Operationsbasis in Frankreich auf die gesamte Nord- und Westküste ausgedehnt und den Armeen der Nachschub in der benötigten Menge zugeführt werden. Die Weisung, die Atlantikhäfen zu halten, richtete sich also gegen die Vergrößerung der alliierten Operationsbasis.